# مردی به نام آدم (فیلم)
مردی به نام آدم (انگلیسی: A Man Called Adam) یک فیلم درام آمریکایی سال ۱۹۶۶ با بازی سامی دیویس جونیور، اوسی دیویس و سیسیلی تایسون است. این فیلم به کارگردانی لئو پن داستان یک نوازنده جاز با بازی دیویس و روابط متشنج او با مردم می‌باشد.

## بازیگران
تعدادی از بازیگران این فیلم عبارتند از:
- سامی دیویس جونیور
- اوسی دیویس
- سیسیلی تایسون
- لویی آرمسترانگ
- فرانک سیناترا جونیور
- پیتر لافورد
- مل تورمی
- جانت دوبوآ
- لولا فالانا
- مورگان فریمن